# Mickey Sumner
Mickey Sumner (Londres; 19 de enero de 1984) es una actriz y modelo británica.

## Biografía
Mickey es hija del cantante Gordon Matthew Thomas Sumner más conocido como Sting y de la actriz Trudie Styler. 
Tiene tres hermanos, el modelo Jake Sumner (1985), la cantante Eliot Pauline "Coco" Sumner (1990) miembro del grupo I Blame Coco y Giacomo Luke Sumner (1995). También tiene dos hermanos más por parte de su padre, la actriz Fuchsia Catherine "Kate" Sumner (1982) y el cantante Joseph "Joe" Sumner (1976), que es miembro de la banda Fiction Plane.

## Carrera
En teatro ha participado en obras como Rumspringa, Think Global, F**k Local, Approaching Jupiter, Intimate Strangers y en Hillybilly Women.
De 2006 a 2009 participó en cortometrajes como We're Going to the Zoo, The Escapists, Nice to Meet You, Trophy Wife y en las películas Last Chance Harvey y Black Water Transit, donde obtuvo pequeños papeles.
En 2010 participó en los cortometrajes North Pond, This Is Not an Umbrella y en Party Trick.
En 2011 se unió como personaje semi-recurrente a la serie The Borgias donde interpreta a Francesca, la sirvienta de Lucrezia Borgia.

## Filmografía
Series de Televisión
| Año  | Título                            | Personaje | Notas       |
| ---- | --------------------------------- | --------- | ----------- |
| 2020 | Snowpiercer (serie de televisión) | Bess Till | -           |
| 2011 | The Borgias                       | Francesca | 6 episodios |

Películas
| Año  | Título                  | Personaje         | Notas                                                                              |
| ---- | ----------------------- | ----------------- | ---------------------------------------------------------------------------------- |
| 2012 | Frances Ha              | Sophie Levee      | junto a Greta Gerwig, Adam Driver & Michael Zegen.                                 |
| 2012 | Imogene                 | Hannah            | junto a Kristen Wiig, Natasha Lyonne, Darren Criss, Matt Dillon & Annette Bening   |
| 2012 | Missed Connections      | Lucy Foster       | junto a Jon Abrahams, Malcolm Barrett, Waris Ahluwalia, Julia Jones & Jamie Belman |
| 2012 | I Have No Hold on You   | Sara              | corto - junto a Rebecca Egender, Darri Ingolfsson & Anthony James Whitewolf        |
| 2010 | Party Trick             | -                 | corto - junto a Joanne Tucker                                                      |
| 2010 | This Is Not an Umbrella | Ms. Gontrand      | corto - junto a Molly Leland & Gildart Jackson                                     |
| 2010 | North Pond              | April             | corto                                                                              |
| 2010 | Trophy Wife             | Billie            | corto - junto a Jamie-Lynn Sigler & Anastasia Ganias                               |
| 2009 | Black Water Transit     | Recepcionista     | junto a Stephen Dorff                                                              |
| 2009 | Nice to Meet You        | Joven             | corto - junto a Jamie Dornan & Trudie Styler                                       |
| 2008 | The Escapists           | Claire            | corto - junto a Victoria Hale                                                      |
| 2008 | Last Chance Harvey      | Amiga de la Novia | -                                                                                  |
| 2006 | We're Going to the Zoo  | Mickey            | corto                                                                              |